# Ebenezer Tucker
Ebenezer Tucker (* 15. November 1758 in Tuckers Beach, Burlington County, Province of New Jersey; † 5. September 1845 in Tuckerton, New Jersey) war ein US-amerikanischer Politiker. Zwischen 1825 und 1829 vertrat er den Bundesstaat New Jersey im US-Repräsentantenhaus.

## Werdegang
Ebenezer Tucker besuchte die öffentlichen Schulen seiner Heimat. Trotz seiner Jugend nahm er als Soldat der Kontinentalarmee an der Seite von George Washington am Unabhängigkeitskrieg teil. Dabei war er an mehreren Schlachten beteiligt. Nach dem Krieg zog er in die später nach ihm benannte Stadt Tuckerton, wo er im Handel und im Schiffsbau arbeitete; anschließend wurde er dort Posthalter. Dieses Amt bekleidete er zwischen 1806 und 1825. Außerdem war er bis 1825 in verschiedenen Positionen als Richter tätig.
Bei den Kongresswahlen des Jahres 1824 wurde Tucker als unabhängiger Kandidat für den vierten Sitz von New Jersey in das US-Repräsentantenhaus in Washington, D.C. gewählt, wo er am 4. März 1825 die Nachfolge von James Matlack antrat. Nach einer Wiederwahl konnte er bis zum 3. März 1829 zwei Legislaturperioden im Kongress absolvieren. In dieser Zeit kam es dort zu heftigen politischen Diskussionen zwischen Anhängern und Gegnern des späteren Präsidenten Andrew Jackson.
Im Jahr 1828 verzichtete Ebenezer Tucker auf eine weitere Kongresskandidatur. Nach dem Ende seiner Zeit im US-Repräsentantenhaus arbeitete er als Steuereinnehmer in Tuckerton. Ab 1831 war er dort erneut Posthalter. Diesen Posten hatte er bis zu seinem Tod am 5. September 1845 inne.